# 斯克里齊克
48°46′19″N 29°1′3″E / 48.77194°N 29.01750°E
斯克里茨凱（烏克蘭語：Скрицьке），是烏克蘭西南部的村落，隸屬文尼察州的圖利欽區。該村面積2.14平方公里，海拔高度215米，2001年人口278，人口密度每平方公里130.09人。